# Mohawk & Headphone Jack
Mohawk & Headphone Jack är ett SNES-spel utgivet 1996. Spelet utvecklades av Solid Software, och utgavs av THQ. Spelprogrammeringen leddes av D. Scott Williamson. Skärmen roterar ofta, vilket gör det svårare att styra, och rockmusik spelas i bakgrunden på de 14 banorna.
På varje bana skall man samla CD-skivor för att ta sig vidare till nästa nivå, och varannan bana avslutas med en boss.

### Fotnoter
1. 1 2 3 4 5 6 7  Mohawk & Headphone Jack Arkiverad 2 november 2012 hämtat från the Wayback Machine. information på Gamefaqs
2. ↑  Mohawk & Headphone Jack information på SNES Music